# Ивана Павковић
Ивана Павковић (Бор, 10. март 1991) је српска поп фолк певачица која се прославила у петој сезони такмичења Звезде Гранда. Са супругом певачем Петром Митићем има тројицу синова.

## Дискографија

### Синглови
- Најбоља ил најгора (2011)[4]
- У сенци истине (2012) Гранд фестивал 2012.
- Нисам као пре (2012)
- Пољуби ме (2013)
- Пашћу (2013)
- Нек пукне брука (2014)
- Сведок (2015) Гранд фестивал
- Аура (2015)
- Бели вео (2017)
- Ледено доба (2019)
- Дупла игра (2020)